# Джефферсон (округ, Нью-Йорк)
Округ Джефферсон (англ. Jefferson County) — округ штата Нью-Йорк, США. Население округа на 2000 год составляло 111738 человек. Административный центр округа — город Уотертаун.

## История
Округ Джефферсон основан в 1805 году; назван в честь Томаса Джефферсона (1743–1826), видного деятеля Войны за независимость США, автора Декларации независимости и третьего президента США. Источник образования округа Джефферсон: округ Онайда.

## География
Округ занимает площадь 3294,5 км2.

## Демография
Согласно переписи населения 2000 года, в округе Джефферсон проживало 111738 человек. По оценке Бюро переписи населения США, к 2009 году население увеличилось на 6.2%, до 118719 человек. Плотность населения составляла 36 человек на квадратный километр.